# جنجال‌ها و حواشی جی‌تی‌ای ۴
اتومبیل‌دزدی بزرگ ۴ یک بازی ویدیویی جهان باز، اکشن و ماجراجویی است که توسط راک‌استار نورث ساخته و توسط راک‌استار گیمز منتشر شد. اتومبیل‌دزدی بزرگ ۴ با انتشار در ۲۹ آوریل ۲۰۰۸ برای پلی استیشن ۳ و ایکس باکس ۳۶۰ بحث و جدال پیرامون خودش ایجاد کرد. به تصویر کشیدن خشونت در بازی، باعث شد که روزنامه نگاران و مقامات دولتی دربارهٔ این بازی نظر دهند و گاهی اوقات این عنوان را «شبیه‌ساز قتل» توصیف می‌کنند. توانایی رانندگی در شرایط مستی در بازی نیز مورد انتقاد قرار گرفت و در نتیجه درخواست‌ها از ای‌اس‌آربی برای تغییر رتبه‌بندی داده شد. به همین ترتیب، برخی از ویژگی‌های گیم پلی برای نسخه‌های استرالیایی و نیوزیلند بازی سانسور شدند، اگرچه این سانسورها بعداً حذف شدند. چندین جنایت در بازی وجود دارد، مانند قتل و خشونت جنسی، که برخی آن را به تجربه مجرمانه نسبت می‌دهند بحث و حواشی بیشتری ایجاد کرد. وکیل سابق به اسم جک تامپسون، که به مبارزه علیه سری جی تی ای معروف است، پیش از انتشار رسمی، از این بازی به شدت انتقاد کرد و دادخواست‌هایی علیه شرکت مادر تیک-تو اینتراکتیو ارائه داد و تهدید کرد که در صورت عدم حذف برخی از ویژگی‌های گیم پلی، توزیع بازی را ممنوع خواهد کرد. این بازی همچنین باعث جنجال و شکایت بیشتر مقامات و سازمانهای شهری شد.

## ویژگی‌های گیم پلی

### به تصویر کشیدن خشونت
هیچ چیزی در بازی وجود ندارد که شما آن را در برنامه تلویزیونی یا یک فیلم بیش از صد بار ندیده باشید و من نمی‌فهمم این جنجال‌ها برای چیست. ما تصمیم گرفتیم تا بازی بسازیم که از نظر فرهنگی در کنار فیلم‌هایی که تماشا می‌کنیم یا کتاب‌هایی که می‌خوانیم احساس نزدیکی وجود داشته باشد، و خوشخبتانه، ما در حال نزدیک شدن به این اهداف هستیم.

دن هوسر، نویسنده ارشد راکستار گیمز در مصاحبه با وبسایت Vulture.com دوم می ۲۰۰۸
اتومبیل‌دزدی بزرگ ۴ به دلیل به تصویر کشیدن خشونت و قتل مورد انتقاد گسترده قرار گرفت. گلن بک، یک مجری محافظه کار در برنامه گفتگوی رادیویی آمریکایی، با تکرار ادعاهای مطرح شده توسط یک سرهنگ دوم آمریکایی در جریان گفتگو، از Grand Theft Auto IV به عنوان یک نمونه جهت گسترش خشونت در ارتش ایالات متحده آمریکا نام برد. دیو گروسمن ادعا کرد که ارتش از بازی‌های تیراندازی برای حساسیت زدایی (وجدان زدایی) سربازان جهت قتل استفاده می‌کند. او همچنین با جک تامپسون صحبت کرد و تامپسون بازی را «شبیه‌ساز قتل» عنوان کرد. گاوین مک کیرنان، مدیر ملی شورای تلویزیونی والدین، افزود که این بازی «یک محصول بزرگسالان» است و ادعا کرد که تحقیقات، تأثیر بالقوه رسانه‌های خشونت‌آمیز بر روی کودکان را نشان می‌دهد. تامپسون با اشاره به نسخه استرالیا به عنوان نمونه، تأکید کرد که این بازی باید در ایالات متحده رتبه‌بندی مجدد شود.
تعدادی از جنایات گزارش شده وجود دارد که در آن مرتکبان از Grand Theft Auto IV به عنوان تأثیر اصلی برای انجام جنایت یاد می‌کنند. در ۲۷ ژوئن ۲۰۰۸، شش نوجوان پس از شرکت در یک جنایات جنایی در نیوهید پارک، نیویورک دستگیر شدند. یکی از نوجوانان مردی را کتک زد، دندانهایش را بیرون کشید و سعی در ربودن اتومبیل و ون را با چوب بیس بال داشت. طبق گزارش پلیس شهرستان ناسائو، این نوجوانان ادعا کردند که آنها از Grand Theft Auto IV الهام گرفتند. در ۴ اوت ۲۰۰۸، BBC Newsbeat گزارش داد که یک دانش آموز ۱۸ ساله در بانکوک، تایلند هنگام قتل یک راننده تاکسی پس از تلاش برای ربودن وسیله نقلیه وی، دستگیر شد. کاپیتان پلیس بانکوک اظهار کرد که این دانش آموز می‌خواست بداند که آیا در زندگی واقعی به همان راحتی که در بازی بود سرقت از تاکسی آسان است یا خیر. بعد از انتشار این خبر به صورت موقتی Grand Theft Auto IV در تایلند ممنوع شد. در ۲۴ اوت ۲۰۱۳، اسکای نیوز گزارش داد که یک زن ۹۰ ساله در اسلاتر، لوئیزیانا کشته شد. نوه او که یک پسربچه هشت ساله بود، پس از بازی Grand Theft Auto IV، یک اسلحه را گرفت و به سر او شلیک کرد.

### رانندگی در حالت مستی

این بازی به بازیکنان اجازه می‌دهد تا در حالت مستی راه بروند یا رانندگی کنند و در نتیجه افکت بینایی متزلزل و تار ایجاد می‌کند. این ویژگی گیم پلی منجر به جنجال زیاد و در نتیجه درخواست‌ها برای تغییر رتبه‌بندی بازی داده شد.

در Grand Theft Auto IV، بازیکن می‌تواند شخصیت اصلی بازی یعنی نیکو بلیک و دوستانش (که شخصیت غیرقابل‌بازی هستند) را مست کند، و در نتیجه یک گیم پلی متزلزل و مبهم ایجاد می‌کند. بازیکنان همچنین این امکان را دارند که در حالت مستی وارد اتومبیل شوند و تحت تأثیر الکل رانندگی کنند. این ویژگی گیم پلی مورد انتقاد قرار گرفت، به ویژه از طرف سازمان غیرانتفاعی مادران مخالف رانندگی در حالت مستی (MADD) که از این اقدام به عنوان «انتخاب، یک جرم خشن» یاد کرد، و این را «۱۰۰ درصد قابل پیشگیری» دانست. در نتیجه، MADD از هیئت رتبه‌بندی نرم‌افزار سرگرمی درخواست تغییر رتبه‌بندی بازی را از Mature (17++) به Adults Only (18++) داد که این امر باعث می‌شد بازی از خرده فروشی‌ها (مغازه‌های کوچک) حذف شود. آنها همچنین از شرکت مادر Take-Two Interactive و راکستار گیمز خواستند که به دلیل احساس مسئولیت اجتماعی، یا به دلیل احترام به قربانیان رانندگی تحت تأثیر، توزیع بازی را متوقف کنند. راک استار بعداً بیانیه ای به آسوشیتدپرس صادر کرد: 
 ما برای تکلیف MADD احترام زیادی قائل هستیم، اما اعتقاد داریم مخاطبان بالغ Grand Theft Auto IV بیش از اندازه پیچیده هستند که بتوانند محتوای بازی را درک کنند. 

### ادعاهای جنسی و برهنگی
در نوامبر ۲۰۰۸، «رایان چینری» ۱۹ ساله به دلیل انجام دو حمله جنسی به زنان در شب زندانی شد. در جلسات دادگاه، گفته شد که او ساعتهای زیادی را صرف بازی Grand Theft Auto IV کرده‌است. قاضی گفت که تجربه او در این بازی «نمی‌تواند در همه شرایط این پرونده به او کمک کند».
اتومبیل‌دزدی بزرگ ۴: گمشده و نفرین‌شده، اولین گسترش دهنده اپیزودی Grand Theft Auto IV، دارای یک صحنه بود که برهنگی مردانه را از جلو (آلت تناسلی) نشان می‌داد. در نتیجه، والدین گروه Common Sense Media، با صدور اخطار عمومی علیه برهنگی، این بازی را محکوم کردند. این سازمان ادعا کرد که برهنگی منجر به بحث برانگیزتر شدن وضعیت بازی از نسخه‌های قبلی می‌شود. دن هوسر معاون رئیس شرکت راکستار، اظهار داشت که نمایش محتوای جنسی بازی به عنوان طنز طراحی شد، و امیدوار است که «طرفداران» طنز بازی را تشخیص دهند.

### انتشار نسخه سانسور شده

مقایسه نسخه بدون سانسور (چپ) و سانسور شده (راست) بازی. نسخه سانسور شده ویژگی‌های مختلفی از جمله حوضچه‌های خون خارج شده از اجساد را از بازی حذف کرد.

با وجود تأیید در فوریه ۲۰۰۸ مبنی بر عدم ویرایش نسخه استرالیایی Grand Theft Auto IV، بعداً راک استار اعلام کرد که برخی از ویژگی‌ها سانسور می‌شوند. در ۱۱ دسامبر ۲۰۰۷ به این بازی رتبه‌بندی سنی بالای ۱۵ سال (MA15 +) اعطا شد. راکستار اظهار داشت که نسخه خاصی از بازی برای مطابقت با سیستم طبقه‌بندی استرالیا تولید شده‌است. ویژگی‌های سانسور شده در نسخه‌های استرالیایی عبارتند از: عدم توانایی انتخاب گزینه «سرویس» هنگام استخدام فاحشه‌ها و محدودیت انیمیشن و زاویه دوربین در هنگام برقراری رابطه جنسی. فقدان استخر خون و ردپای خونی. جایگزینی زخمهای گلوله و لکه‌های خون با «تغییر رنگ جزئی». در دسامبر سال ۲۰۰۸، سخنگوی راکستار اظهار کرد که این بازی بدون داشتن سانسور در استرالیا برای انتشار در مایکروسافت ویندوز و با داشتن گواهینامه MA15 + منتشر خواهد شد. در فوریه ۲۰۰۹، Rockstar وصله‌ای را منتشر کرد که نسخه استرالیایی را برای کنسول‌ها بدون سانسور قرار داد.
در ۱۵ آوریل ۲۰۰۸، اعلام شد که انتشار بازی در نیوزلند با نسخه سانسور شده استرالیا یکسان خواهد بود. بیل هستینگ، مقام ارشد دفتر طبقه‌بندی فیلم و ادبیات نیوزیلند (OFLC)، اظهار داشت که راکستار به OFLC نگفت که کدام نسخه از بازی را ارسال کرده‌اند و نسخه راکستار که برای طبقه‌بندی ارسال شده بود نسخه‌ای بود که آنها قصد داشتند در نیوزیلند به بازار عرضه کنند. با این حال، این بازی توسط استن کالیف، دانشجوی ۲۱ ساله‌ای که در نیوزیلند نسخه ویرایش شده بازی را در نتیجه قوانین سانسور استرالیا دریافت کرده بود، دوباره به OFLC ارسال کرد. نسخه غیر ویرایش شده پس از آن دارای درجه R18 شد و برای فروش در نیوزیلند تمیز شد. (بدون سانسور شد).

## واکنش سیاسی

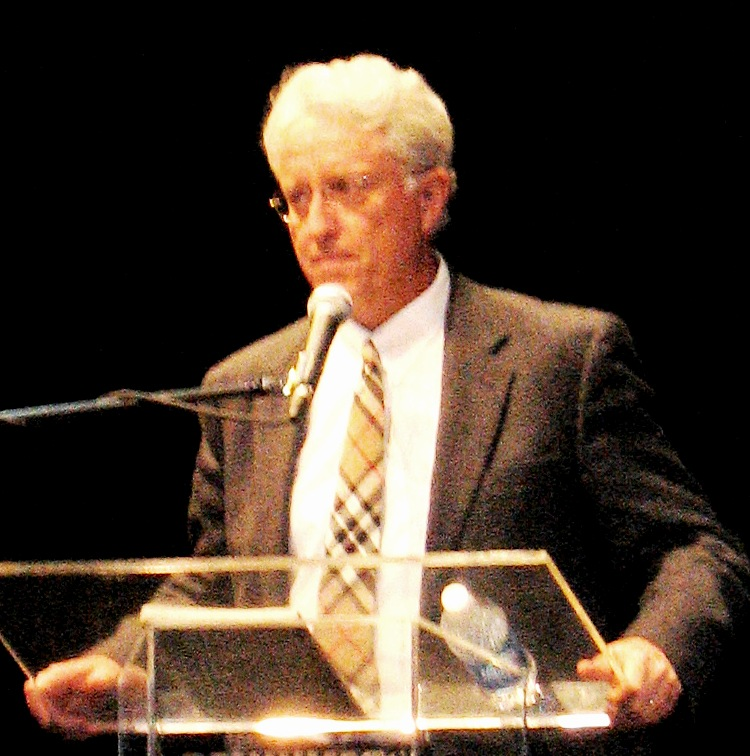
وکیل سابق به اسم جک تامپسون، معروف به مبارزه علیه بازی‌های راکستار گیمز، قبل از انتشار GTA IV به شدت از این بازی انتقاد کرد.

در سال ۲۰۰۷، وکیل دادگستری در فلوریدا به اسم جک تامپسون، که قبلاً علیه بازی‌های راک استار فعالیت می‌کرد، اظهار داشت که برای جلوگیری از فروش این بازی به خردسالان تدابیری اتخاذ خواهد کرد. در ۱۴ مارس ۲۰۰۷، شرکت مادر راکستارتیک-تو اینتراکتیو شکایتی را علیه تامپسون ترتیب داد تا تلاش کند تامپسون را از تلاش برای اعلام بازی‌های راکستار به عنوان یک مزاحم، محدود کند. بازی‌های اعلام شده برای ایجاد مزاحمت که عملاً برای فروش ممنوع شده‌اند، به اعتقاد شرکت Take-Two نقض حقوق متمم اول قانون اساسی ایالات متحده آمریکا است. تامپسون در پاسخ یک دعوای متقابل در دادگاه راه انداخت که Take-Two را به عنوان ناقض قوانین فدرال، ارتکاب شهادت دروغ، ممانعت از اجرای عدالت، و توطئه علیه خودش یا اشخاص ثالثی که این شرکت آنان از حقوق مدنی محروم می‌کند، متهم کرد.
هر دو طرف در تاریخ ۲۰ آوریل ۲۰۰۷ به توافق رسیدند و قبول کردند که پرونده‌های قضایی خود را لغو کنند. طبق این توافق‌نامه، تامپسون از طرح منع فروش یا توزیع بازی توسط Take-Two یا شرکت‌های تابعه منع شده‌است. او محدود به برقراری ارتباط از طریق وکلای Take-Two در مورد هر موضوعی در آینده است، اما قادر است موضع صریح خود را در برابر عناوین آنها حفظ کند و ممکن است به عنوان مشاور در دادخواست‌های طرف‌های دیگر علیه Take-Two کار کند. در آن سمت، Take-Two موافقت کرد که از اهانت به دادگاه علیه تامپسون در مورد ادعای رفتار ناشایست در جلسات دادگاه بازی Bully در سال ۲۰۰۶ صرف نظر کند.

تامپسون در ۱۸ سپتامبر ۲۰۰۷ سندی را به دادگاه فدرال در فلوریدا ارائه داد و ادعا کرد که در طی یک مأموریت در Grand Theft Auto IV، یک شخصیت وکیل مورد هدف ترور قرار می‌گیرد که بر اساس خودش ساخته شده‌است. در این مأموریت وقتی بازیکن وارد دفتر کار وکیل می‌شود و اسلحه‌ای به دست می‌آورد، وکیل فریاد می‌زند: "اسلحه مردم را نمی‌کشد، بازی‌های ویدیویی می‌کشند!" «Guns don't kill people, video games do!»، عبارتی که اغلب به تامپسون نسبت داده می‌شود. تامپسون تهدید کرد که "اگر شباهت‌ها از بین نرود" از روش‌های لازم و مناسب برای جلوگیری از انتشار بازی استفاده خواهد کرد. شباهت‌ها برطرف نشد و تامپسون نیز این موارد را دنبال نکرد. در ۲۵ آوریل ۲۰۰۸، سایت خبری مترو گزارش داد که تامپسون نامه‌ای به مادر اشتراوس زلنیک، مدیر Take-Two Interactive نوشت. در این نامه، که به شدت از بازی و تربیت زلنیک انتقاد می‌کرد، تامپسون Grand Theft Auto را به عنوان «شبیه‌ساز قتل» توصیف کرد و گفت: 
 پورنوگرافی و خشونتی که فرزند شما درگیر آن است چیزی است که بیشتر مادران شرم می‌کنند… شاید شما خانم زلنیک، پسر خوش تیپ شما آنقدر آنها را گرفت که میله را پس انداختید و کودک را خراب کردید (کنایه از اینکه که فرزند خود را خوب تربیت نکردید). این توضیح می‌دهد که چرا او شما را، به روشی که در حال حاضر عمل می‌کند، «شرمنده» کرده‌است … روز مادر مبارک، خانم زلنیک، که امسال … دو هفته پس از آن است که پسرت پورنو و خشونت علیه پسران مادران دیگر را آغاز کرده‌است. مطمئنم که خیلی افتخار می‌کنی. 
 تامپسون موقتی ادعا کرد که نامه را برخلاف مادرش برای وکیل زلنیک فرستاده‌است که به صورت تقلید مسخره آمیز برای القای احساس «شرم» در زلنیک تنظیم شد.

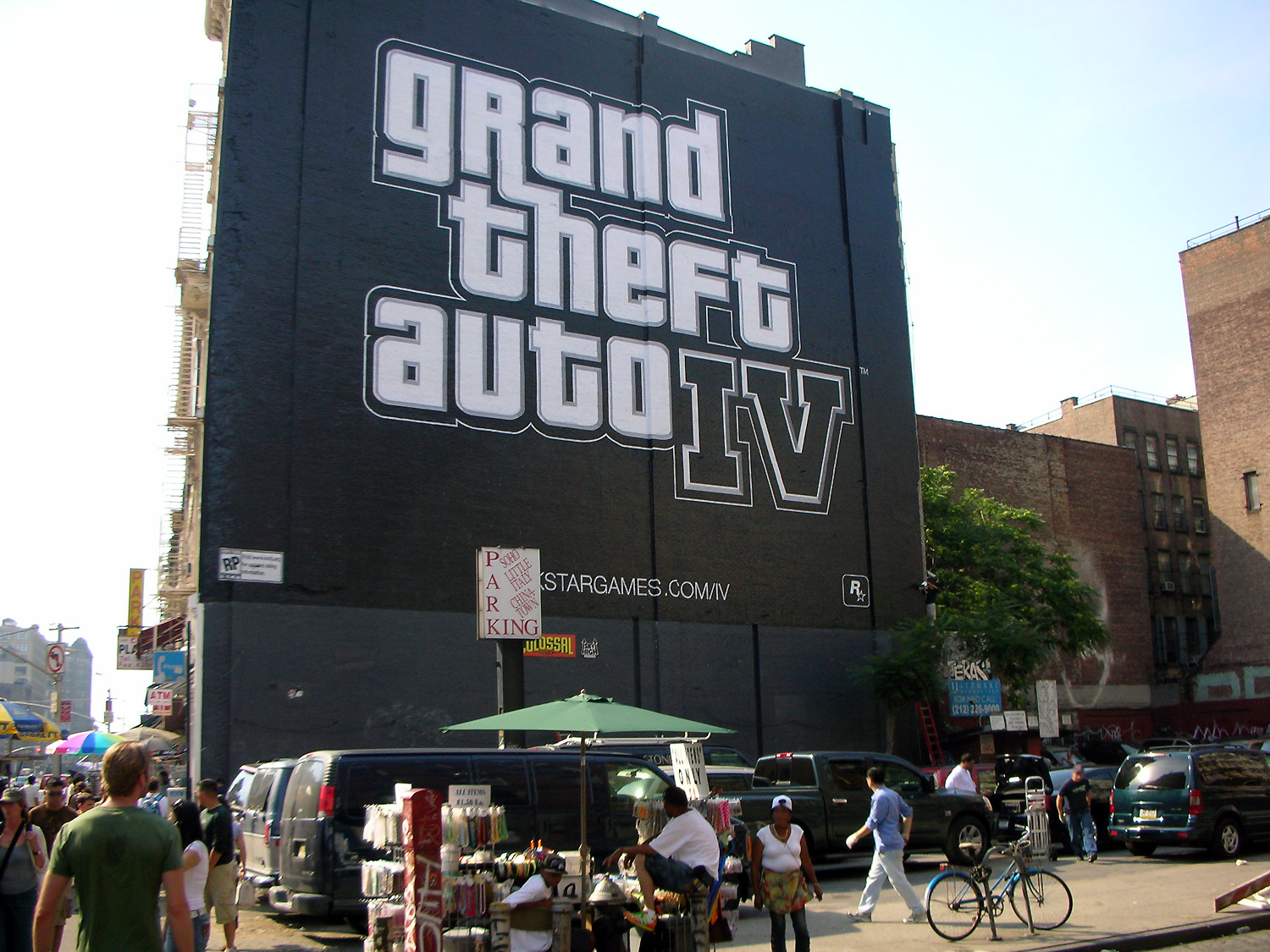
یک تبلیغ دیواری از بازی در نیویورک در ژوئیه ۲۰۰۷.

پس از انتشار اولین پیش پرده بازی، مقامات شهر نیویورک از انتخاب شهر خود به عنوان الهامی برای بازی بسیار متعجب شدند و اظهار داشتند که بازی ای مانند اتومبیل دزدی بزرگ به‌طور دقیق میزان جرم و جنایت شهر را نشان نمی‌دهد. سخنگوی شهردار به اسم مایکل بلومبرگ گفت که «از هیچ بازی ویدیویی که در آن برای جراحت یا کشتن افسران پلیس امتیاز کسب می‌کنید پشتیبانی نمی‌کند». اگرچه در بازی امتیاز کسب نمی‌شود و قتل افسران پلیس به بازیکن حس دلسردی می‌دهد، اما بازی اغلب به بازیکنان پیشنهاد می‌کند که افسران پلیس باید کشته شوند تا در داستان اصلی بازی بدون مشکل پیش بروند.
چندین هدف مأموریت نیز مستقیماً بازیکن را به قتل افسران پلیس اجبار می‌کند. در یک پاسخ، جیسون دلا روکا، مدیر اجرایی انجمن بین‌المللی توسعه دهندگان بازی، مقامات شهر نیویورک را به دلیل انتقاد از بازی‌های ویدئویی برای استفاده و الهام از شهر، اما پرهیز از صحبت در مورد سایر اشکال سرگرمی، مانند کتاب‌ها، فیلم‌ها و نمایش‌های تلویزیونی به استاندارد دوگانه متهم کرد.

## اقدام قانونی
Take-Two Interactive شکایتی را در پاسخ به اداره حمل و نقل شیکاگو (CTA) با حذف تبلیغات بازی از دارایی اداره، ثبت کرد، که باعث نقض قراردادی می‌شود که تبلیغات باید تا ژوئن ۲۰۰۸ باقی بماند. در پاسخ، نماینده ای از اداره حمل و نقل شیکاگو، دلیل حذف تبلیغات را، اختلافات پیرامون کمپین تبلیغاتی اتومبیل‌دزدی بزرگ: سن آندریاس در سال ۲۰۰۴ دانست.